# Finale UEFA Europa League 2016
De UEFA Europa Leaguefinale van het seizoen 2015/16 was de zevende finale in de geschiedenis van het toernooi. De wedstrijd werd gespeeld op 18 mei 2016 in het St. Jakob-Park in Bazel. Titelverdediger Sevilla won met 3–1 van Liverpool. Het was de eerste keer dat beide teams elkaar troffen in een Europese competitie. Voor Sevilla was het de derde eindzege op rij.

## Organisatie
Op 18 september 2014 koos het UEFA Executive Committee het St. Jakob-Park in Bazel als locatie voor de Europa Leaguefinale van 2016.
In 1954 werd het St. Jakob-stadion gebouwd en meteen ingeschakeld als locatie voor het WK 1954 in Zwitserland. Onder meer de halve finale waarin latere wereldkampioen West-Duitsland met 6–1 won van Oostenrijk werd in het stadion gespeeld. In de loop der jaren werden er ook vier finales van de Europacup II (1969, 1975, 1979, 1984) in het stadion georganiseerd.
In 2001 werd het stadion omgebouwd tot het St. Jakob-Park. Het nieuwe stadion werd meermaals gebruikt tijdens het EK 2008, dat door Zwitserland en Oostenrijk georganiseerd werd.
De Zwitser Alexander Frei, oud-speler van onder meer FC Basel en Borussia Dortmund, werd verkozen als ambassadeur van de finale. De gewezen spits won met Basel vier landstitels en twee bekers. In 2013 bereikte hij met de Zwitserse club de halve finale van de Europa League.

## Voorgeschiedenis
Sevilla kon voor het derde jaar op rij de Europa League winnen. Het team van trainer Unai Emery won in 2014 in de finale na strafschoppen van het Portugese Benfica. In de finale van 2015 ging het Oekraïense Dnipro Dnipropetrovsk voor de bijl (3–2). Een decennium eerder had Sevilla ook twee keer op rij de UEFA Cup veroverd. Sevilla won in 2006 en 2007 van respectievelijk Middlesbrough en Espanyol.
Liverpool nam voor het eerst deel aan de finale van de Europa League. De Engelse club won in het verleden wel drie keer de UEFA Cup, waardoor het lange tijd recordhouder was. In zowel 1973 als 1976 won Liverpool de trofee onder impuls van sterspeler Kevin Keegan. In 1973 werd Borussia Mönchengladbach verslagen, drie jaar later ging Club Brugge voor de bijl. Keegan was in de twee finales goed voor in totaal vier doelpunten. In de twee daaropvolgende seizoenen won Liverpool telkens de Europacup I. In 1977 werd opnieuw Borussia Mönchengladbach verslagen met 3–1 en in 1978 was opnieuw Club Brugge de tegenstander. Liverpool won het duel met 1–0 na een goal van Kenny Dalglish, de vervanger van de in 1977 naar Hamburger SV vertrokken Keegan. Ook in de jaren 1980 bleef Liverpool een Europese topclub. In zowel 1981 als 1984 werd de beker met de grote oren veroverd. In 1985 stond Liverpool opnieuw in de finale van de Europacup I. Dat duel, dat de geschiedenis inging omwille van het Heizeldrama, werd met 1–0 verloren van Juventus. In de jaren 1990 bereikte de Engelse topclub geen enkele Europese finale. Pas in 2001 was het opnieuw raak. Liverpool won toen voor de derde keer de UEFA Cup. In de finale won het met 5–4 van Deportivo Alavés na een golden goal van Delfí Geli, de Spaanse verdediger van Alavés die in de verlengingen een vrijschop van Liverpool in zijn eigen doel kopte. Vier jaar later won Liverpool voor het eerst de Champions League. In de finale tegen AC Milan kwamen de Engelsen al in de eerste helft 3–0 achter. In de tweede helft kwam Liverpool via Steven Gerrard, Vladimír Šmicer en Xabi Alonso verrassend terug tot 3–3. Uiteindelijk kwamen er strafschoppen, die Liverpool dankzij penaltyheld Jerzy Dudek met 2–3 won.
Sevilla-trainer Unai Emery stond voor de derde keer op rij in de finale van de Europa League. Voor Liverpool-coach Jürgen Klopp was het de eerste keer dat hij aan de finale deelnam. Met Borussia Dortmund had hij in 2013 wel al eens de finale van de Champions League bereikt.

## Weg naar de finale

### Liverpool FC

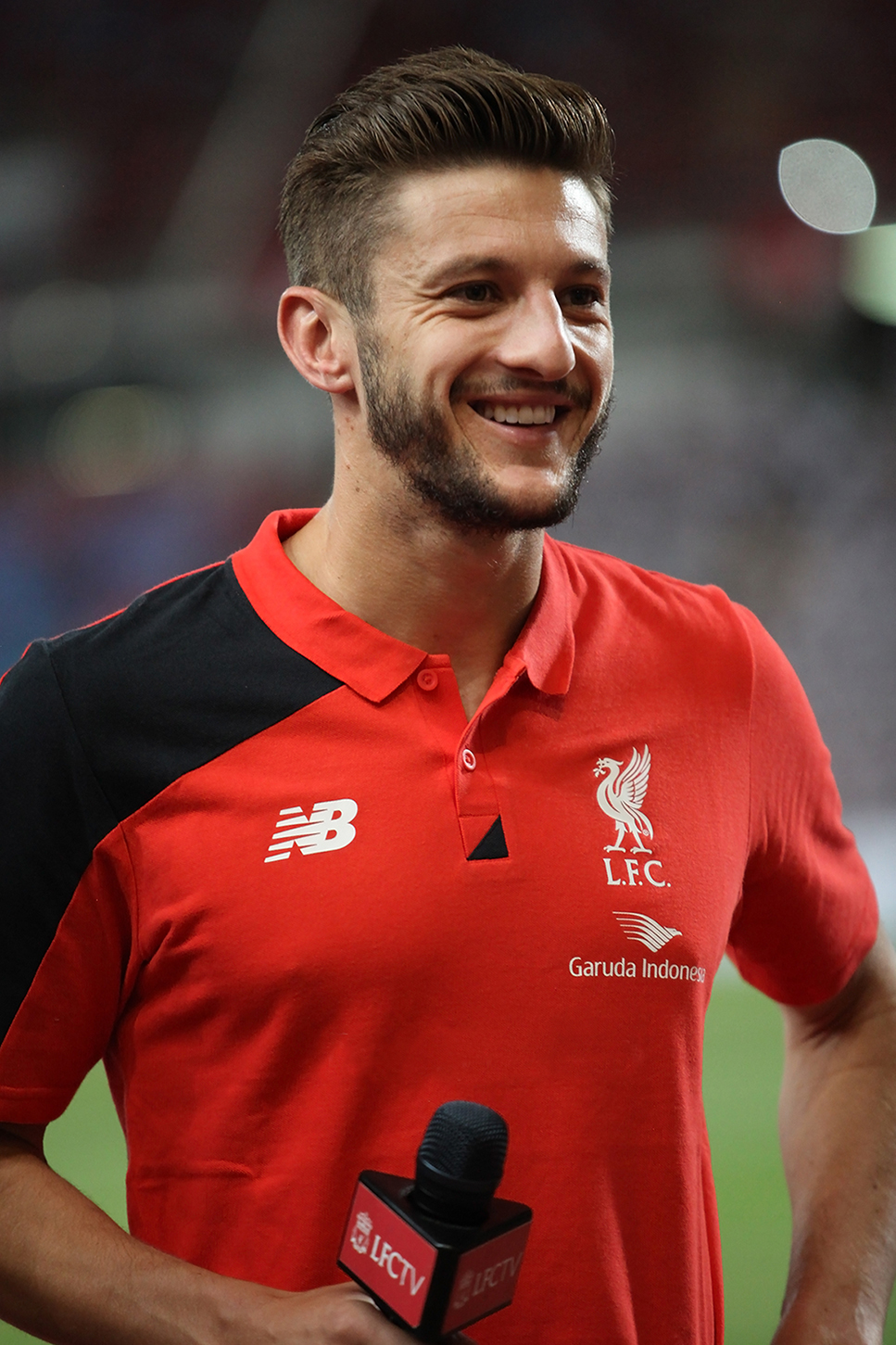
Adam Lallana scoorde drie keer op weg naar de finale.

Liverpool begon onder coach Brendan Rodgers aan de groepsfase van de Europa League. De Engelse club speelde in zijn eerste twee duels telkens gelijk. Tegen zowel Girondins de Bordeaux als FC Sion kwam Liverpool niet verder dan een 1–1-gelijkspel. In beide duels was Adam Lallana goed voor een doelpunt. Begin oktober nam de Duitse trainer Jürgen Klopp de sportieve leiding over. Onder zijn hoede speelde Liverpool op de derde speeldag ook tegen Roebin Kazan 1–1 gelijk. Met slechts drie punten uit evenveel wedstrijden hadden de Engelsen dringend nood aan een overwinning. Begin november won Liverpool met het kleinste verschil op het veld van Roebin Kazan dankzij een goal van Jordon Ibe. Nadien werd op het eigen Anfield ook gewonnen van Bordeaux. Het werd 2–1 na een goal van Christian Benteke en een strafschopdoelpunt van James Milner. Liverpool, dat inmiddels de leiding in groep B veroverd had, had op de slotspeeldag voldoende aan een scoreloos gelijkspel tegen Sion om zich te verzekeren van groepswinst. In de volgende ronde mocht het elftal van Klopp het opnemen tegen FC Augsburg. In de heenwedstrijd in Duitsland werd niet gescoord. Een week later had Liverpool aan een vroeg strafschopdoelpunt van Milner voldoende om zich voor de volgende ronde te kwalificeren. In de 1/8 finale trof Liverpool rivaal Manchester United. De heenwedstrijd op Anfield werd overtuigend gewonnen met 2–0. Daniel Sturridge zette al vroeg in de eerste helft een penalty om. Na de rust diepte Roberto Firmino de voorsprong uit. De terugwedstrijd kende een gelijkwaardig wedstrijdverloop, maar ditmaal was het Manchester United dat al in de eerste helft op voorsprong kwam via een strafschop. Liverpool wist nog voor de rust een belangrijk uitdoelpunt te scoren. Philippe Coutinho schakelde zijn bewaker Guillermo Varela uit en wipte de bal over doelman David de Gea in doel: 1–1. Manchester United, dat door die tegengoal nog drie keer moest scoren om zich te kwalificeren, kon na de rust geen vuist meer maken. In de kwartfinale trof Klopp zijn ex-club Borussia Dortmund. De Duitsers controleerden de heenwedstrijd maar zagen Liverpool via Divock Origi op voorsprong komen. Mats Hummels kopte net na de rust de 1–1 tegen de touwen. In de terugwedstrijd kwam Liverpool slecht voor de dag. Dortmund begon sterk aan de wedstrijd en stond al na tien minuten 0–2 voor. Origi scoorde net na de rust de belangrijke aansluitingstreffer, maar Dortmund reageerde meteen tegen via Marco Reus, die een knappe pass van Hummels afwerkte. Met een tussenstand van 1–3 leken de Engelsen uitgeteld, maar Liverpool bleef op zoek gaan naar doelpunten. Coutinho knalde na iets meer dan uur een nieuwe aansluitingstreffer voorbij doelman Roman Weidenfeller en tien minuten later bracht Mamadou Sakho via een kopbal de score opnieuw in evenwicht. Liverpool bleef in de zege geloven en zag hoe verdediger Dejan Lovren in de slotseconden een voorzet in doel kopte. Door de stuntzege mocht Liverpool een ronde later tegen Villarreal strijden om een plaats in de finale. De heenwedstrijd leek lange tijd op een scoreloos gelijk spel af te stevenen, tot invaller Adrián López in de slotseconden een mooie aanval afrondde. Villarreal mocht daardoor een week later met een kleine voorsprong naar Anfield, maar de Spaanse club gaf die al snel uit handen. Sturridge dwong Bruno Soriano al na acht minuten tot een eigen doelpunt, waardoor de score over twee wedstrijden opnieuw in evenwicht was. Na iets meer dan een uur sloeg Sturridge opnieuw toe. De spits kwam oog in oog te staan met doelman Alphonse Aréola en faalde niet. Zijn schot verdween met een gelukje via de paal in doel. Liverpool controleerde de wedstrijd en Villarreal creëerde amper kansen. Bovendien zagen de Spanjaarden verdediger Víctor Ruiz uitgesloten worden na een cynisch applausje voor de scheidsrechter. In de 82e minuut telde Lallana de Spanjaarden volledig uit. Firmino dribbelde zich naar de achterlijn en bediende Sturridge, die zijn schot via Lallana in doel zag belanden.

### Sevilla FC

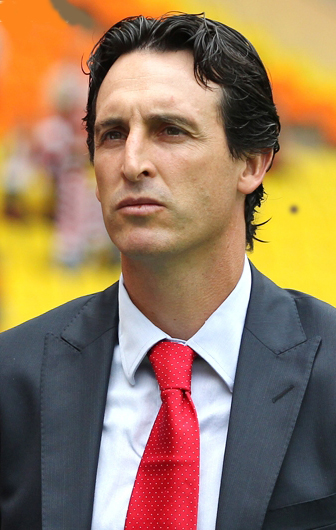
Coach Unai Emery kan voor de derde keer op rij de Europa League winnen.

Titelverdediger Sevilla startte zijn Europese campagne in de groepsfase van de Champions League. De Spaanse club begon veelbelovend met een 3–0-zege tegen Borussia Mönchengladbach na een goal van nieuwkomer Jevhen Konopljanka en twee strafschoppen van Kevin Gameiro en Éver Banega. Nadien verloor het elftal van coach Unai Emery drie keer op rij. Eerst bleek Juventus te sterk, nadien werd er twee keer op rij verloren van Manchester City. Op de voorlaatste speeldag deed Sevilla een slechte zaak door met 4–2 te verliezen van Mönchengladbach. De Duitse club kwam voor eigen volk 3–0 voor. Sevilla kon pas in de 82e minuut tegenscoren via Vitolo, maar Mönchengladbach diepte zijn voorsprong een minuut later opnieuw uit. In de slotseconden mocht Banega nog een strafschop omzetten. De zware nederlaag zorgde ervoor dat Sevilla naar de laatste plaats zakte. Op de slotspeeldag zetten de Spanjaarden de scheve situatie recht. Fernando Llorente scoorde tegen zijn ex-club Juventus het enige doelpunt van de wedstrijd, terwijl Mönchengladbach zelf niet voorbij Manchester City geraakte. Door de krappe zege sprong Sevilla opnieuw over Mönchengladbach naar de derde plaats, waardoor de club na de winterstop in de Europa League aan de slag mocht. In de heenwedstrijd van de 1/16 finale won Sevilla meteen met 3–0 van Molde FK dankzij doelpunten van Llorente (2x) en Gameiro. De terugwedstrijd werd met het kleinste verschil verloren, waardoor Sevilla het een ronde later mocht opnemen tegen FC Basel. De Zwitserse club, die hoopte om de finale in eigen stadion te bereiken, kwam voor eigen volk niet verder dan een scoreloos gelijkspel, ondanks de uitsluiting van Sevilla-middenvelder Steven Nzonzi in de slotminuten van het duel. De terugwedstrijd in Spanje werd overtuigend gewonnen door het elftal van Emery. Het werd opnieuw 3–0, ditmaal dankzij goals van Rami en Gameiro (2x). In de kwartfinale trof Sevilla de landgenoten van Athletic Bilbao. Beide clubs gaven elkaar geen duimbreed toe. De heenwedstrijd in Bilbao eindigde in een krappe zege voor de bezoekers. Aritz Aduriz bracht de Basken op voorsprong, maar Sevilla won uiteindelijk met 1–2 via goals van Timothée Kolodziejczak en Vicente Iborra. Ook in de terugwedstrijd opende Aduriz de score, maar ditmaal kon Sevilla het niet meer ombuigen in een zege. Gameiro maakte na een uur gelijk, maar in de slotminuten bracht Raúl García Bilbao opnieuw op voorsprong. In de daaropvolgende verlengingen werd er niet meer gescoord. In de strafschoppenreeks, die even ontaardde omdat beide teams het met elkaar aan de stok kregen in de middencirkel, trok Sevilla aan het langste eind. Gameiro trapte de beslissende strafschop hard in de kruising. In de halve finale deed Sevilla een uitstekende zaak door in de heenwedstrijd twee keer te scoren op het veld van tegenstander Sjachtar Donetsk. Vitolo bracht zijn team al na zeven minuten op voorsprong, wat Sjachtar nog in de eerste helft omboog tot een 2–1-voorsprong. In het slot van de wedstrijd kreeg Sevilla, dat even voordien middenvelder Michael Krohn-Dehli had zien uitvallen met een zware knieblessure, nog een strafschop na een overtreding op Vitolo. Opnieuw Gameiro zette de belangrijke penalty om: 2–2. In de thuiswedstrijd kwam Sevilla weer snel op voorsprong. Gameiro strafte al na tien minuten een slechte controle in de Oekraïense verdediging af. Sjachtar kon nog voor de rust reageren via Eduardo, die een mooie doorsteekpass voorbij doelman David Soria plaatste. Na de rust trok Sevilla de wedstrijd naar zich toe. In de 48e minuut rondde Gameiro een mooie aanval af en zo'n tien minuten later knalde rechtsachter Mariano het leer van buiten het strafschopgebied in doel. Sjachtar kon niet meer scoren, waardoor Sevilla voor de derde keer op rij naar de finale mocht.

## Wedstrijd

### Wedstrijddetails
|                         |               |       |                           |                                                                                    |
| 18 mei 2016 20:45 UTC+2 | Liverpool FC  | 1 – 3 | Sevilla FC                | St. Jakob-Park, Bazel Toeschouwers: 34.429 Scheidsrechter: Jonas Eriksson (Zweden) |
| 18 mei 2016 20:45 UTC+2 | Sturridge 35' |       | 46' Gameiro 64', 70' Coke | St. Jakob-Park, Bazel Toeschouwers: 34.429 Scheidsrechter: Jonas Eriksson (Zweden) |

| Liverpool | Sevilla |

| Liverpool FC:  |    |                   |         |
|                |    |                   |         |
| GK             | 22 | Simon Mignolet    |         |
| RB             | 2  | Nathaniel Clyne   | 90+4'   |
| CB             | 6  | Dejan Lovren      | 30'     |
| CB             | 4  | Kolo Touré        | 82'     |
| LB             | 18 | Alberto Moreno    |         |
| CM             | 23 | Emre Can          |         |
| CM             | 7  | James Milner      |         |
| RW             | 20 | Adam Lallana      | 73'     |
| AM             | 11 | Roberto Firmino   | 69'     |
| LW             | 10 | Philippe Coutinho |         |
| CF             | 9  | Daniel Sturridge  |         |
| Wisselspelers: |    |                   |         |
| FW             | 9  | Christian Benteke | 82'     |
| MF             | 14 | Jordan Henderson  |         |
| MF             | 20 | Lucas Leiva       |         |
| MF             | 24 | Joe Allen         | 73'     |
| FW             | 27 | Divock Origi      | 69' 72' |
| DF             | 37 | Martin Škrtel     |         |
| GK             | 52 | Danny Ward        |         |
| Coach:         |    |                   |         |
| Jürgen Klopp   |    |                   |         |

| Sevilla FC:    |    |                        |           |
|                |    |                        |           |
| GK             | 31 | David Soria            |           |
| RB             | 25 | Mariano                | 83'       |
| CB             | 3  | Adil Rami              | 77' 77'   |
| CB             | 6  | Daniel Carriço         |           |
| LB             | 18 | Sergio Escudero        |           |
| CM             | 4  | Grzegorz Krychowiak    |           |
| CM             | 15 | Steven Nzonzi          |           |
| RW             | 23 | Coke                   |           |
| AM             | 19 | Éver Banega            | 57' 90+3' |
| LW             | 20 | Vitolo                 | 56'       |
| FW             | 9  | Kevin Gameiro          | 89'       |
| Wisselspelers: |    |                        |           |
| GK             | 1  | Sergio Rico            |           |
| DF             | 5  | Timothée Kolodziejczak | 77'       |
| MF             | 8  | Vicente Iborra         | 89'       |
| MF             | 14 | Sebastián Cristóforo   | 90+3'     |
| DF             | 21 | Nicolás Pareja         |           |
| MF             | 22 | Jevhen Konopljanka     |           |
| FW             | 24 | Fernando Llorente      |           |
| Coach:         |    |                        |           |
| Unai Emery     |    |                        |           |

Overige Europese Bekertoernooien: UEFA Champions League · UEFA Europa Conference League · UEFA Super Cup · Europacup I (Beker der Landskampioenen) · Europacup II (Beker der Bekerwinnaars) · UEFA Intertoto Cup